# Nema Perrera
(Fitz a Nema)
Dr. Nema Perrera (in arabo نعمة بيريرا‎?), è un personaggio immaginario della serie televisiva animata Roswell Conspiracies, creata da Kaaren Lee Brown.

È doppiata in originale da Saffron Henderson ed in italiano da Elda Olivieri.
Nel doppiaggio originale, nonostante sia egiziana, il personaggio parla un inglese perfetto, di gran lunga migliore di quello dell'amica Sh'lainn.

## Caratteristiche

Nella serie le storie relative alla teoria del complotto sugli UFO sono per lo più invenzioni di Fitz e Nema.

Nema è una donna slanciata ed atletica con una carnagione olivastra, i capelli marroni, corti ed un paio di penetranti occhi castani, ha un viso spigoloso e dei tratti facciali tipicamente nordafricani, veste sempre con un tailleur rosso scarlatto, quasi bordeaux, ed una camicia bianca rigorosamente senza cravatta. Porta sempre i tacchi alti per compensare alla sua altezza scarsa. In alcune occasioni la si è vista sfoggiare eleganti abiti da sera scuri e scollati, una tuta nera d'infiltrazione e la divisa dell'Alleanza, oltre ad una lunga serie di travestimenti.
Nema è una ragazza irriverente, permalosa, pratica, decisa e molto intelligente (viene fatto intendere abbia conseguito più di un dottorato) ma nonostante ciò dotata di un gran senso dell'umorismo. Si differenzia molto dall'amica Sh'lainn a livello caratteriale, specie nei rapporti con l'altro sesso coi quali è più audace e disinibita. Nema è fiera e conscia della sua bellezza e non esita ad usare il suo sex appeal quando è sotto copertura o per ottenere informazioni.
Lei ed il suo partner Fitz hanno un'attrazione reciproca tenuta nascosta da entrambi per non rischiare l'integrità professionale, ma che si manifesterà già a metà della serie finché i due diverranno ufficialmente una coppia. Nema non vede di buon occhio Rinaker, è molto amica di Logan e può essere considerata la migliore amica di Sh'lainn.
L'animazione facciale dell'agente Perrera è una delle più curate della serie, particolarità unica del suo viso sono le fossette ai lati della bocca, che le donano un'espressività maggiore rispetto agli altri personaggi.
Il suo nome in caratteri arabo-egiziani è "نعمة"; e si pronuncia "Nima" (/niːma/).

## Biografia del personaggio

### Antefatti
Nema Perrera nacque a Il Cairo, Egitto nel 1976, figlia del professor Uday Perrera e della dottoressa Maram Perrera. Suo padre fu sempre molto protettivo con lei sebbene il suo atteggiamento freddo, autoritario e severo risultasse quasi contropartistico col carattere sarcastico della figlia. Il rapporto tra Nema e la madre è invece più confidenziale e visibilmente affettuoso. Fin da bambina Nema si dimostrò estremamente dotata dal punto di vista intellettivo, al punto da potere essere considerata una enfant prodige; cosa che la portò a finire gli studi in giovanissima età conseguendo vari dottorati, di cui uno in archeologia, ed a essere selezionata prima come agente operativo della Sicurezza Nazionale Egiziana e in seguito come agente dell'Alleanza.
Data la sua intelligenza e capacità tecnica venne assegnata come partner a Fitz nell'Unità Dettagli; ovvero il ramo dell'organizzazione volto a coprire le tracce troppo evidenti delle loro operazioni per mantenerne segreta l'esistenza. Nema si rivelerà la partner perfetta per l'uomo di cui ammira la fantasia ed il carattere semplice. L'amicizia per il partner sfocia subito in una grande attrazione che tuttavia mantiene nascosta per salvaguardare l'integrità professionale.

### Nella serie
Nel 1999 quando Nick Logan e Sh'lainn Blaze si uniscono all'Alleanza Nema ed il suo partner lavoreranno più volte a stretto contatto con loro ed il quartetto si rivelerà una squadra imbattibile in più occasioni, da sottolineare l'infiltrazione alla riunione delle tre principali famiglie di Vampiri, l'insabbiamento dietro alla caduta di un UFO alla festa in onore del giornalista Karl McGavin, la missione in Giappone per scoprire il complotto degli Oni (a seguito della quale lei e Fitz si dichiarano e diventano una coppia) e la missione di recupero di Ti-Yet nell'Area 51.
Agli inizi del 2000 Nema sarà la prima persona a scoprire il complotto Shadoen per mano dell'ipnosi dei Ciclopi e cercherà di convincere i suoi compagni ma a seguito della distruzione degli androidi da parte di Logan e Rinaker perderà la memoria su quanto scoperto. Più avanti nella storia avrà anche una sorta di flirt con l'alieno Jarak, che convincerà a restare nascosto nell'ombra fino al da lui profetizzato arrivo degli Shadoen per poter agire indisturbatamente ed unirsi a loro il giorno della guerra.
Quando Rinaker farà rinchiudere Logan al Livello Omega e Sh'lainn nei sotterranei con l'accusa di tradimento, Nema fortemente convinta della loro innocenza comincerà a vedere del marcio nel comportamento del generale, quindi organizzerà una fuga assieme a Fitz ed altri agenti dal bunker dell'Alleanza blindato da Rinaker. Sebbene il piano subisca delle complicazioni a causa della ritrosia del generale a permettere loro di lasciare incolumi l'edificio ed all'innescamento della fusione del nucleo centrale, l'arrivo di Logan permette a lei ed a tutti gli agenti e i prigionieri del bunker di allontanarsi dall'edificio e salvarsi.

#### Epilogo
Unitasi nella Nuova Alleanza sotto il comando del colonnello Walter Logan, collaborerà per il recupero della bomba EMP nascosta da Trueblood e riuscirà nell'impresa portando l'arma finale in mano ai suoi compagni e ricongiungendosi con l'amato Fitz, col quale assisterà da terra alla disfatta della flotta nemica provocata dall'ordigno.
Finita la guerra resterà nell'Unità Dettagli della Nuova Alleanza assieme al partner.

## Abilità
Nema ha un quoziente d'intelligenza estremamente elevato, ed è un'esperta di chimica, scienza, storia e fisica. In un episodio viene affermato che è anche poliglotta ma non vengono precisate quante e quali lingue parli, tra esse tuttavia ci sono di sicuro l'arabo, il francese e l'inglese.
Il suo campo principale è però quello balistico, Nema possiede una vasta conoscenza in fatto di armi da fuoco, da taglio, laser, al plasma ed esplosivi. Conoscenza che non si limita solo alla teoria ma anche alla pratica, dato che la si vede spesso impugnare armi di variegata specie in maniera assolutamente impeccabile. Tuttavia la sua natura non violenta la porta a servirsi più spesso di un taser.
Al pari del compagno Fitz, Nema è una più che ottima attrice capace di convincere chiunque delle sue performance volte a depistare i testimoni oculari delle missioni dell'Alleanza, ed è una grande esperta di travestimenti.
Inoltre è una donna molto atletica e parecchio competente nel corpo a corpo, sebbene non sia ai livelli di Logan e Trueblood.